# Rimom (deus)
Rimom (em hebraico: Rimmôn, "romã") era um deus arameu equivalente a Adade, o deus do trovão, chuva e tempestade. No Reino de Aram-Damasco, era chamado Baal, e na Assíria aparecia como Ramanu, "o trovão". Naamã, o comandante do exército arameu, o cultuou em seu tempo em Damasco.